# PotPlayer
PotPlayer är en mediespelare för Windows framtagen i Sydkorea. Den stödjer Bluray, DvD, Audio CD och många andra medieformat. 